# 楊世恩
杨世恩（？—1639年），明朝将领，崇祯时官任湖广副总兵。
杨世恩跟随卢象昇、杨嗣昌参与镇压农民起义军。崇祯十二年（1639年）冬，守宜城。起义军罗汝才等屯兴山等地，夷陵告急。他受杨嗣昌命，奉檄驰救，被罗汝才、惠登相困于香油坪，突围至黄连坪，败死。